# 日光菖蒲ヶ浜スキー場
日光菖蒲ヶ浜スキー場（にっこうしょうぶがはまスキーじょう）とは、かつて栃木県日光市中宮祠にあった西武鉄道グループ運営のスキー場である。2006年に廃止された。

## 概要
中禅寺湖畔の菖蒲ヶ浜北側の斜面に造られた。平均斜度7度、最大斜度14度となだらかで、小規模なファミリー向けスキー場。
1986年時点でスキー場として市販の観光ガイドブックに記載。
2004年からの西武グループ再編に伴い、2005年に休止、2006年に廃止。
営業期間は、12月下旬から4月上旬。1995年時点でスノーボード滑走不可。1997年時点で平日のみスノーボード滑走可能だが、スノーボードのレンタルやスクールは対応してなかった。

## 施設
1986年時点ではゲレンデのみで、設備は特に無かった。1995年時点でトリプルリフト1基、1997年時点でスキーのレンタルとスクール、子どもソリゲレンデを実施